# Raetihi
 (janvier 2024).
La mise en forme du texte ne suit pas les recommandations de Wikipédia : il faut le « wikifier ».
Les points d'amélioration suivants sont les cas les plus fréquents. Le détail des points à revoir est peut-être précisé sur la page de discussion.
- Les titres sont pré-formatés par le logiciel. Ils ne sont ni en capitales, ni en gras.
- Le texte ne doit pas être écrit en capitales (les noms de famille non plus), ni en gras, ni en italique, ni en « petit »…
- Le gras n'est utilisé que pour surligner le titre de l'article dans l'introduction, une seule fois.
- L'italique est rarement utilisé : mots en langue étrangère, titres d'œuvres, noms de bateaux, etc.
- Les citations ne sont pas en italique mais en corps de texte normal. Elles sont entourées par des guillemets français : « et ».
- Les listes à puces sont à éviter, des paragraphes rédigés étant largement préférés. Les tableaux sont à réserver à la présentation de données structurées (résultats, etc.).
- Les appels de note de bas de page (petits chiffres en exposant, introduits par l'outil «  Source ») sont à placer entre la fin de phrase et le point final[comme ça].
- Les liens internes (vers d'autres articles de Wikipédia) sont à choisir avec parcimonie. Créez des liens vers des articles approfondissant le sujet. Les termes génériques sans rapport avec le sujet sont à éviter, ainsi que les répétitions de liens vers un même terme.
- Les liens externes sont à placer uniquement dans une section « Liens externes », à la fin de l'article. Ces liens sont à choisir avec parcimonie suivant les règles définies. Si un lien sert de source à l'article, son insertion dans le texte est à faire par les notes de bas de page.
- La présentation des références doit suivre les conventions bibliographiques. Il est recommandé d'utiliser les modèles {{Ouvrage}}, {{Chapitre}}, {{Article}}, {{Lien web}} et/ou {{Bibliographie}}. Le mode d'édition visuel peut mettre en forme automatiquement les références.
- Insérer une infobox (cadre d'informations à droite) n'est pas obligatoire pour parachever la mise en page.

Pour une aide détaillée, merci de consulter Aide:Wikification.
Si vous pensez que ces points ont été résolus, vous pouvez retirer ce bandeau et améliorer la mise en forme d'un autre article.
Raetihi est une ville du centre de l'île du Nord de la Nouvelle-Zélande, située dans la région de Manawatu-Wanganui.

## Situation
Elle est localisée à la jonction de la route State Highway 4/ S H 4 (en) et de la route State Highways 49/S H 49 (en), à 11 kilomètres à l’ouest de la ville d’Ohakune. Le district de Waimarino s’étend du mont Ruapehu jusqu’au fleuve Wanganui en passant par les villes de Raetihi, Pipiriki, Karioi, Horopito, Waiouru, Rangataua et Ohakune.

### Toponymie
Raetihi (initialement dénommé « Makotuku » du fait de la présence de la rivière Makotuku, qui s’écoule à l’angle de la ville), devient le point focal pour les voyageurs allant entre Wanganui et Waiouru.

## Population
En 2001, le recensement y compte 1 068 habitants, soit une diminution de 8,2 % (99 personnes) depuis le recensement de 1996. Le recensement de 2013 en Nouvelle-Zélande enregistre une population de 1 002 habitants. Ceci constitue une diminution de 3,2  % soit 33 personnes par rapport au recensement de 2006 en Nouvelle-Zélande. 65,3 % des résidents sont identifiés comme étant Māori, 55 % comme étant d’origine européenne, 2,7 % originaires du Pacifique et 1,2 % originaires d’Asie mais quelques personnes s’identifient d’elles-mêmes comme appartenant à plusieurs groupes ethniques ce qui fait que la somme des pourcentages dépasse les 100 %.

## Histoire

### Histoire primitive
Des preuves indiquent que les Maori vivaient là dès le XIVe siècle. Les Ngāti Uenuku (mi) habitèrent à Raetihi et à Waimarino (maintenant « National Park »). Il y a des preuves faibles de l’existence d’un village important et permanent mais les sessions de chasse sont fréquentes durant les mois chauds.
En 1887, le gouvernement achète le « bloc de Waimarino » aux Maoris locaux. Le premier colon européen est installé à Karioi, où les moutons sont mis au pâturage dans les terrains ouverts formés de tussock.

### Fondation de la ville
Une ville de service émergea pour répondre aux besoins des bûcherons et des voyageurs passant par là. Un voyage vers le nord à partir de Wanganui n’était pas pour les âmes sensibles. La spectaculaire « River Road » qui passait à travers Pipiriki, était perfide avec des chemins primitifs et de longues chutes si vous aviez le malheur de quitter le chemin. Ceux qui terminaient le voyage jusqu’à Raetihi y trouvaient l’hospitalité, le logement, le maréchal-ferrant et le cordonnier pour les selles de chevaux de traits et des provisions pour la suite de leur trajet vers le nord.

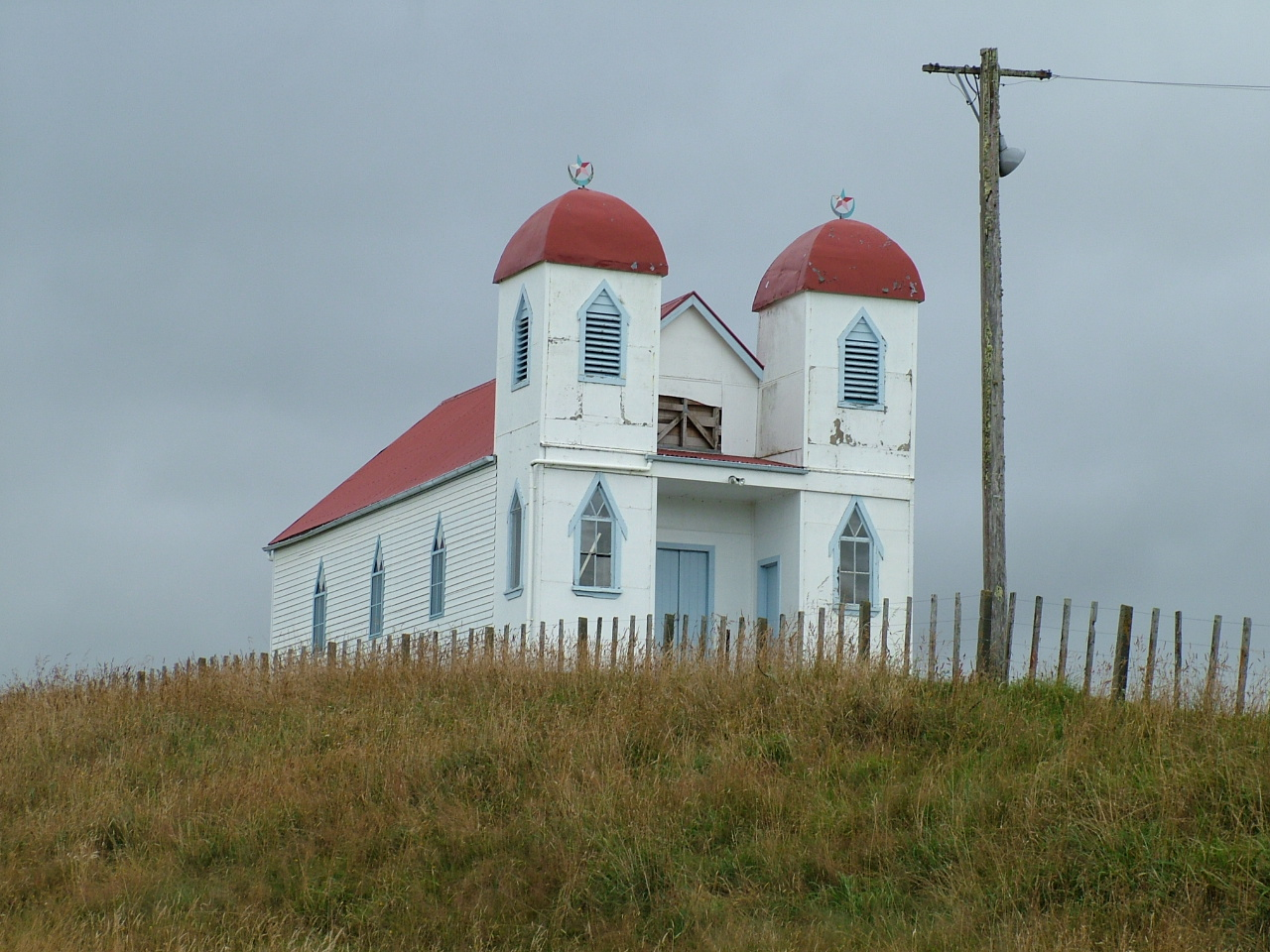
Eglise de Rātana

### Activités initiale
Le « bloc de Waimarino » s’avère un bon « chaudron d’or » (« pot of gold »). Entre 1908 et 1947, il fournit quelques 700 sur pied pour le bois de construction. Des restes de 150 scieries ont été découverts. Dans les temps heureux, le sciage des troncs de rimu, totara, kahikatea, matai et hêtres fournissent du travail pour de nombreuses personnes dans ce secteur.

### Place du chemin de fer
Du 18 décembre 1917 au 1er janvier 1968, Raetihi est desservie par la branche Raetihi de la ligne ferroviaire ligne principale de l'Île du Nord (en). La gare est encore visible, mais a déménagé de son ancien emplacement et est exposée au Musée Waimarino . Le musée tient une archive de documents et photographies de la région de Ruapehu, certains documents étant accessibles en ligne.

### Le grand feu
Le grand feu de 1918 est une catastrophe pour de nombreuses entreprises et pour tous les propriétaires de Raetihi. La perte de nombreux moulins et scieries ralentit nettement l’industrie du bois d’œuvre mais celle-ci continua à prospérer jusqu’en 1940. Comme la décennie est passée, il apparut que la fourniture de gros troncs d’arbres natifs allait vers l’épuisement. Le choix fut fait de replanter la forêt avec des pins à croissance rapide, mais au milieu du XXe siècle, la possibilité de traiter ce nouveau bois plus tendre pour les constructions en extérieur ne fut pas considérée comme valable.

### Devenir de la ville
Le développement de la ville de Raetihi chuta du fait de la perte de l’industrie du bois d’œuvre au fur et à mesure que les années passaient. L’agriculture fut une option pour certains mais elle n’apporta pas un haut besoin d’emplois comme l’était l’entretien de la forêt.

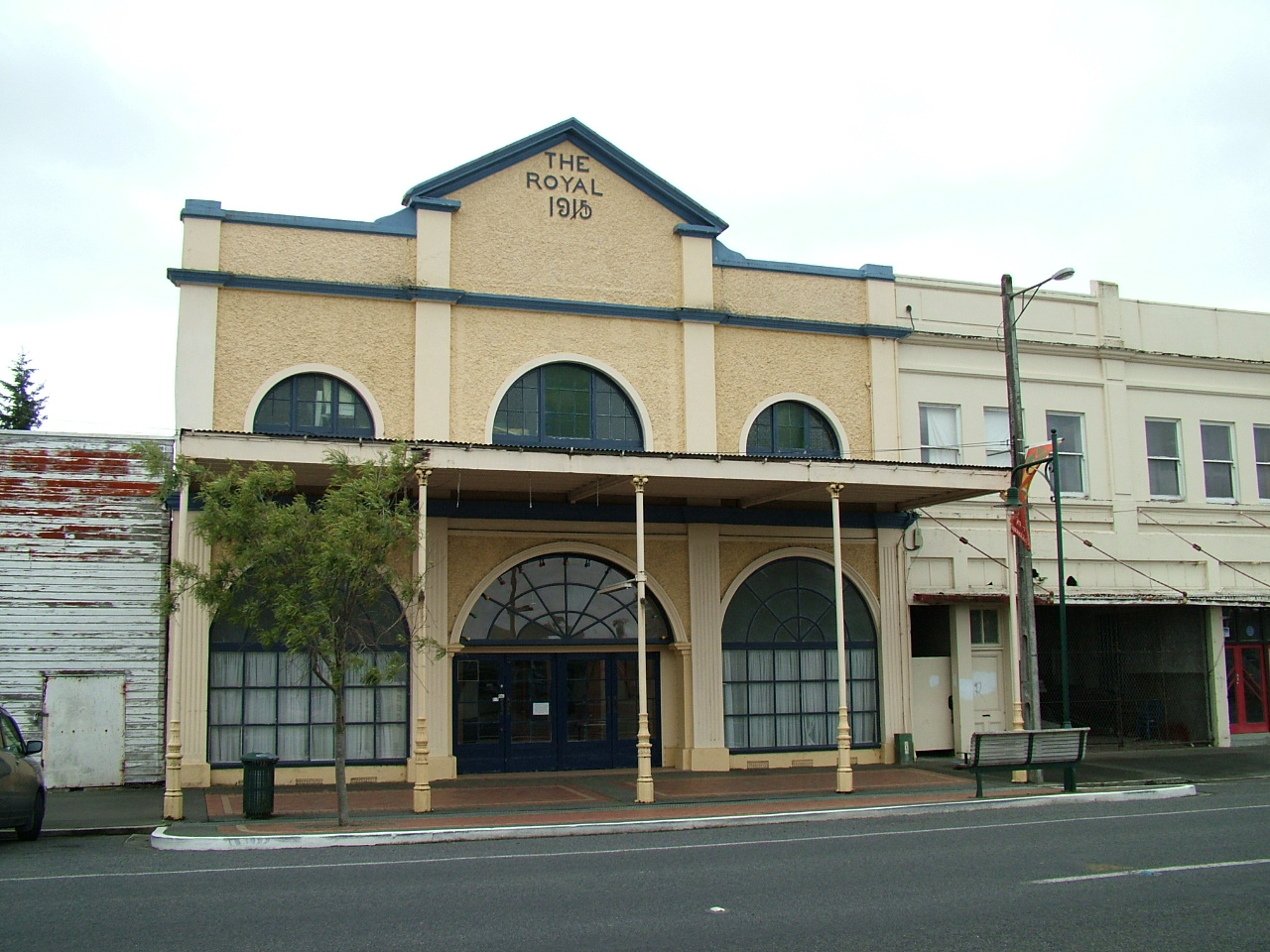
Le Théatre Royal

À partir de 1970 et jusqu’aux années 1990, Raetihi tomba dans un état de dépression identique à de nombreuses villes de zones rurales de Nouvelle-Zélande.
Alors que l’agriculture et le travail de la forêt continuent ici, ce sont les activités du tourisme comme sur le : Mountains to Sea Cycle Trail et le Whangani River Adventures (terrain d’aventure de la rivière Whanganui), qui fournissent le futur pour cette ville historique.

## L'activité actuelle
Maintenant, il n’y a plus que 2 scieries importantes, qui fonctionnent en permanence: une au niveau de Tangiwai  et l’autre à «National Park».
Aujourd'hui c'est une petite ville rurale, Raetihi fut un centre industriel mineur entre les années 1900 et 1950 de par ses scieries qui emploient la plupart des hommes de la région.
Bien qu’il s’agisse maintenant d’une petite ville rurale, Raetihi était précédemment un centre industriel mineur entre 1900 et 1950.
Elle possédait de nombreuses scieries de troncs, qui fournissaient l’essentiel des emplois de la région.
Comme les troncs avaient été élagués, l’agriculture devint prééminente pour l’économie locale. Les deux plus importantes activités agricoles  étaient l’élevage du bétail et la culture des légumes et qui fournissent actuellement l’essentiel des emplois depuis que les scieries ont fermé.
Le déclin de l’industrie du bois a eu un impact négatif sur la ville de Raetihi, mais il a été récemment perçu une légère croissance du fait du tourisme.
C’est la proximité du mont Ruapehu et des stations de ski réputées, qui a conduit au développement de possibilité de logements ainsi que des cafés pour répondre aux demandes d'un nombre croissant de visiteurs
L'agriculture devient par la suite plus importante, les vivres et l'élevage remplaçant peu à peu l'industrie forestière. Sa proximité au mont Ruapehu et les pistes de ski de celui-ci voit aujourd'hui le développement du tourisme dans la région.

## Musée du Chemin de fer

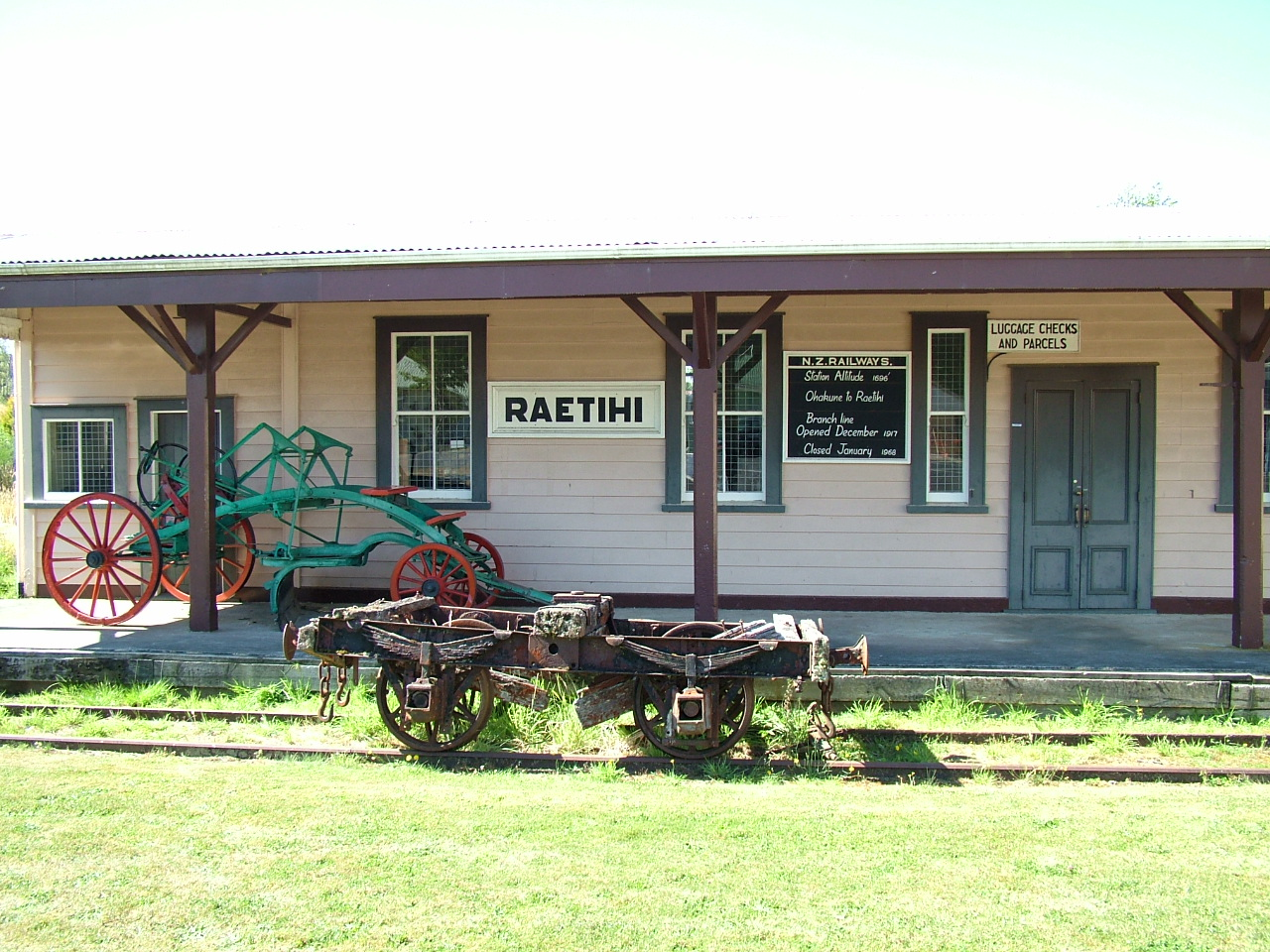
Musée de Waimarino

Du 18 décembre 1917 au 1er janvier 1968, Raetihi fut desservie par la  branche de Raetiti (en), un embranchement ferroviaire  du chemin de fer, qui diverge à partir du ligne principale de l’île du Nord (en)  au niveau de la ville d’Ohakune.
Le bâtiment de la gare reste actuellement visible dans la ville, relocalisé  à partir de son site original et restauré dans le cadre d’une partie du musée de Waimarino.
Il était initialement situé dans la gare sur Station Road, qui siège à droite du pont sur la rivière Makotuku sur la route d’Ohakune.
Le chemin de fer a atteint Raetihi en 1917 et joué un rôle vital dans l’industrie du bois.
La ligne fut fermée pour le transport des passagers en 1951 et complètement fermée en 1968 avec le déclin de la filière du bois et des scieries.
Le bâtiment de la gare de chemin de fer fut transféré à son site actuel sur Seddon Street en 1981, 7 ans après la formation de la société de gestion du musée.
D'autres bâtiments furent déplacés vers le site du musée en 1983 : c’étaient le ‘jail cells’ et les 'stables ‘, tous les deux, initialement situés près de la rivière Makotuku.
Le musée possède des documents, des photographies et des objets de la vie de tous les jours, montrant la progression d’une ville à son commencement comme un simple village  Māori au XIXe siècleà l’arrivée des scieries et l’exploitation à grande échelle du bois d’œuvre entre les années 1900 et jusqu’en1960 puis le lent déclin de la ville après la fin du boom sur le bois et jusqu’à présent.
Le musée possède des documents d’archive et des photographies de tout le large secteur de Ruapehu, dont certaines sont disponibles online.
Comme c’est le cas, partout à travers la Nouvelle-Zélande, le musée est tenu par des volontaires et est ouvert mais payant pour les visites, essentiellement les week-ends.
Un certain nombre de photographies d’archives et de documents sont disponibles plus largement sur le site web du musée.

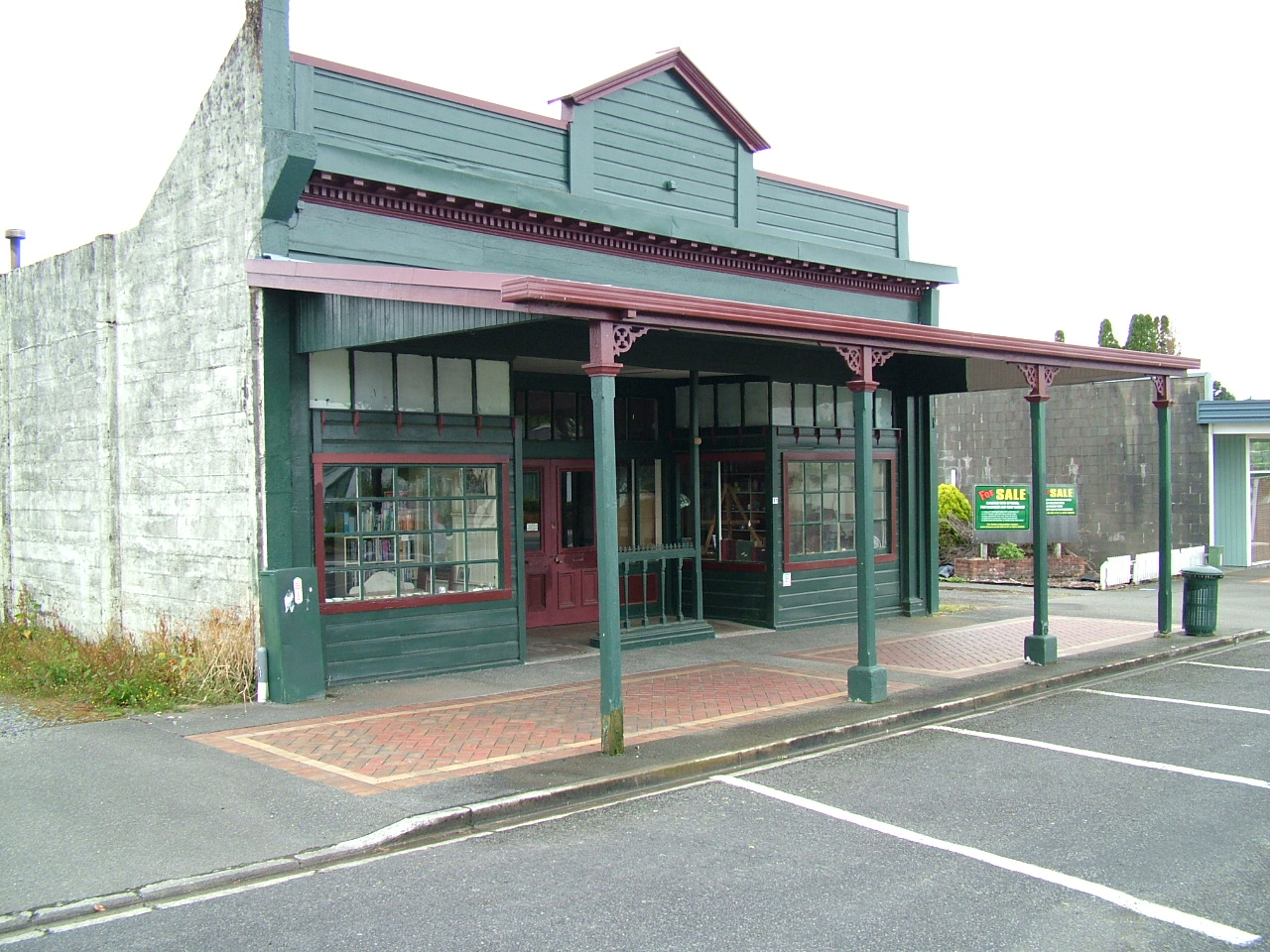
Bâtiment historique

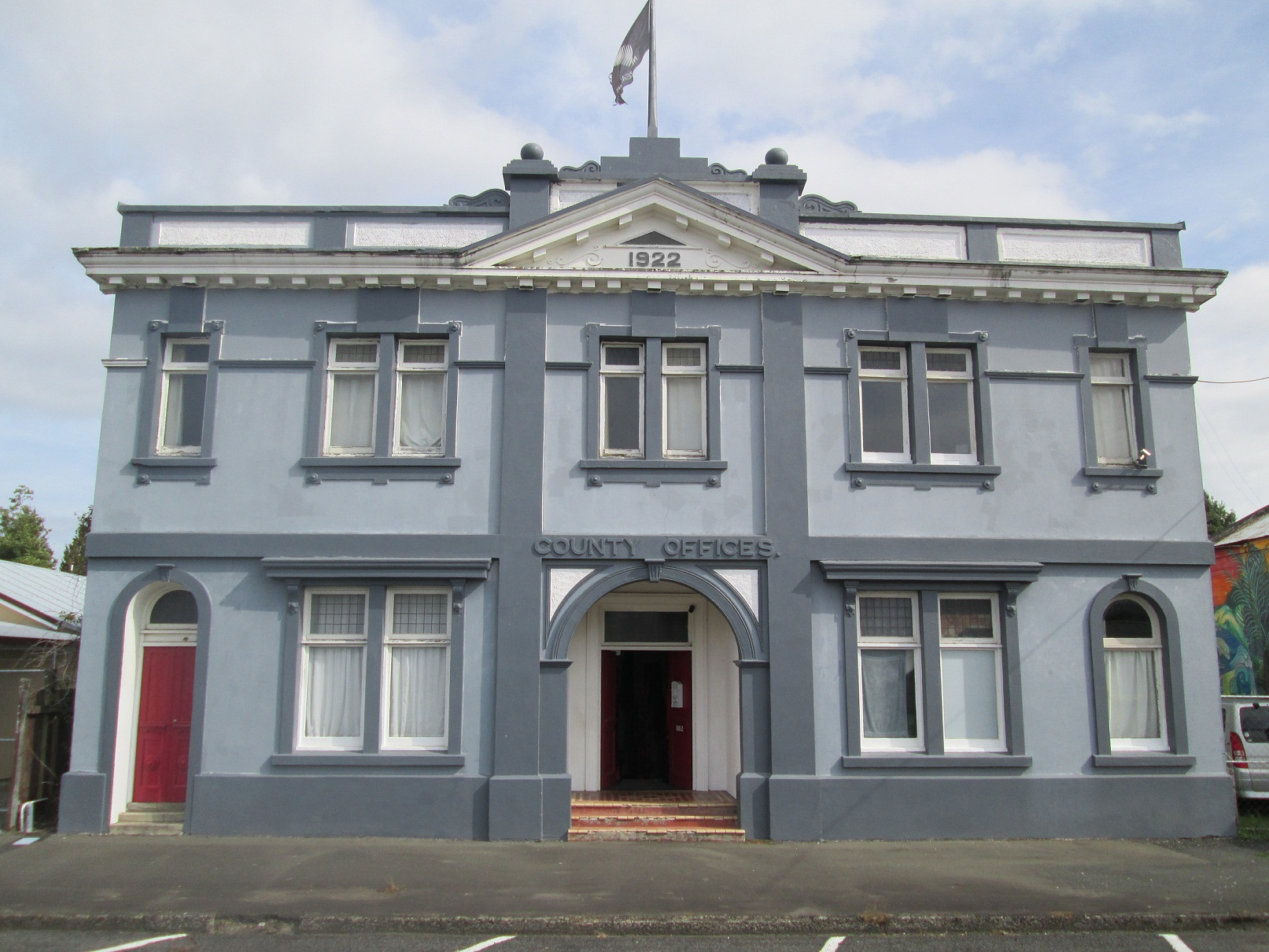
Ancien bureaux de l’Office du comté de Waimarino

### Chronologie

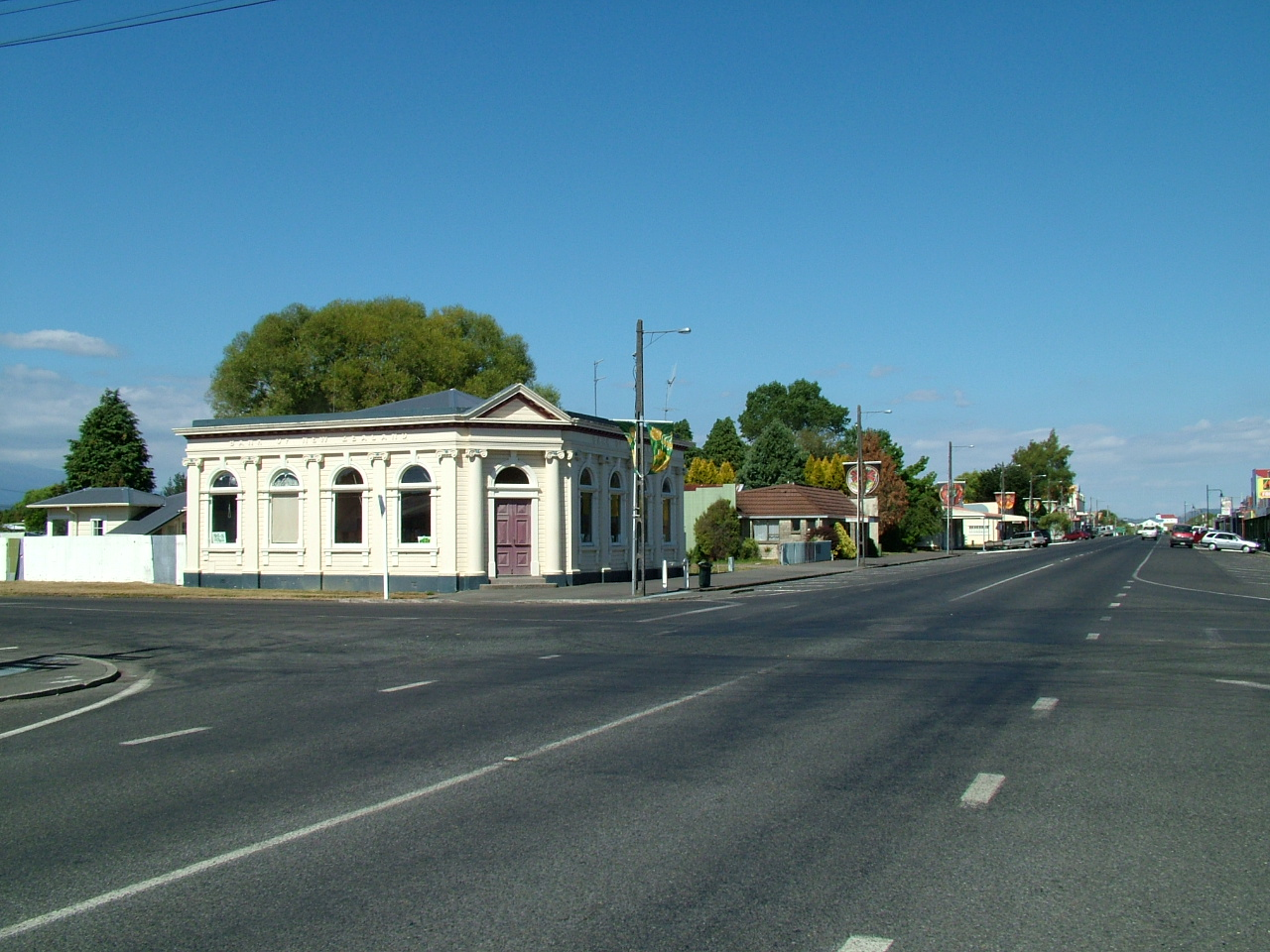
L'ancien bâtiment de la Banque de Nouvelle-Zélande

- 1892 -Raetihi a été fondé par l’achat par le gouvernement du « bloc de Waimarino ».
- Jusqu’à la terminaison de la « Main Trunk Line » en 1907, Raetihi était accessible principalement par le fleuve ‘Whanganui’ et à cheval à partir de Pipiriki.
- 1896 – L’école de Raetihi ouvre avec un effectif de 36 élèves.

Mr W. Hird, de Nelson en est le principal.
- 1900 - Raetihi est le plus important centre de la région du King Country avec pratiquement 4 500 habitants.
- 1903 – la coopérative laitière est établie.
- 1911 – Le bâtiment à double faces, iconique, de la Banque de Nouvelle-Zélande fut ouvert le 17 mars 1911 construit sous la direction de TM Butts, sur son site actuel de ‘Seddon Street’.
- 1915 – Le Théâtre Royal ouvre dans la partie inférieure de ‘Seddon Street’
- 1917 – la branche du chemin de fer atteint Raetihi.
- 18 mars 1918 - Le 'Grand feu' – environ 200 maisons sont détruites[8].
- 1918 - épidémie de grippe.